# Thư viện Hoàng tử Czartoryski

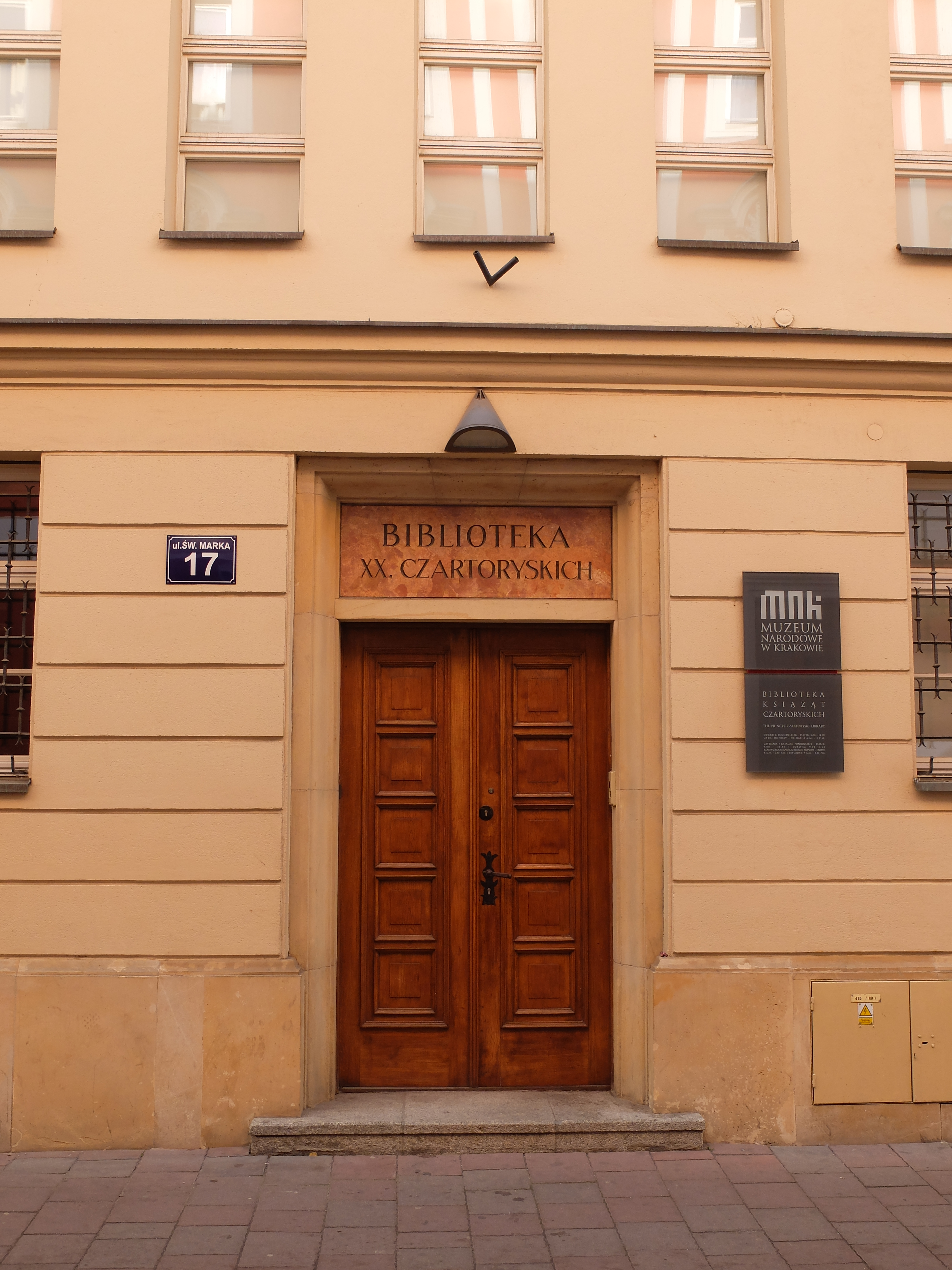
Bên ngoài thư viện

Thư viện Hoàng từ Czartoryski là một thư viện ở Ba Lan, được thành lập theo sáng kiến của các Hoàng tử Adam Kazimierz Czartoryski và vợ của ông là bà Izabela Czartoryska. Bộ sưu tập sách của thư viện, nằm trong Cung điện Czartoryski ở Puławy, được làm phong phú với thư viện của Tadeusz Czacki, bao gồm tài liệu lưu trữ của Vua Stanisław August Poniatowski.
Thư viện Hoàng tử Czartoryski lưu giữ chủ yếu các bộ sưu tập của Quỹ Princes Czartoryski và bộ sưu tập được giám sát bởi Bảo tàng Quốc gia tại Krakow.

## Lịch sử
Đến năm 1830, khoảng 70.000 bản in và 3.000 bản thảo đã được thu thập trong thư viện. Sau sự sụp đổ của cuộc nổi dậy tháng 11 và bị tịch thu tài sản, các bộ sưu tập đã bị phân tán và được lưu trữ tại Kórnik, Sieniawa và Paris. Các bộ sưu tập đã được sáp nhập và thu thập lại bởi con trai của Adam Jerzy, Hoàng tử Władysław. Năm 1874, ông đã đặt chúng ở Arsenał Miejski.
Trong Thế chiến II, thư viện đã chính thức bị đóng cửa bởi người chiếm đóng. Các học giả và nhà nghiên cứu Ba Lan, trong bí mật, tiếp tục sử dụng các bộ sưu tập của nó. Thư viện đã bị đánh cắp một phần bởi người Đức, nhưng sau chiến tranh, hầu hết các bộ sưu tập đã được phục hồi. Từ năm 1961, bộ sưu tập sách đã được đặt trong một ngôi nhà chung cư được xây dựng đặc biệt cho mục đích này tại 17 đường Sw. Marka ở Krakow. Năm 1971, Thư viện Czartoryski đã đạt được trạng thái của một thư viện khoa học.
Bộ sưu tập của thư viện bao gồm các di tích văn học từ thế kỷ thứ 10 đến thế kỷ 20 trong nhiều lĩnh vực, bao gồm: lịch sử nghệ thuật, lịch sử khoa học, quân sự và văn học. Thư viện có 224 576 bản in, bao gồm 333 "Inkunabuł" và 70 009 bản in được phát hành trước năm 1800 và 13 552 bản thảo.
Bộ sưu tập của thư viện bao gồm 200 bản thảo thời trung cổ (bao gồm Biên niên sử có chữ ký, tạp chí nổi tiếng của Vương quốc Ba Lan Jan Dlugosz và 80 bản thảo được chiếu sáng và các mẫu chữ ký van Beethoven, Martin Luther, Adam Mickiewicz, Georg Byron, các tổng thống đầu tiên của Hoa Kỳ.
Vào ngày 29 tháng 12 năm 2016, Quỹ Princes Czartoryski đã ký một thỏa thuận chuyển giao cho Kho bạc Nhà nước toàn bộ bộ sưu tập Czartoryski (bao gồm một thư viện) và bất động sản ở Krakow với giá 450 triệu PLN.